# Curlew Island (ö i Australien, South Australia)
Curlew Island är en ö i Australien. Den ligger i delstaten South Australia, omkring 280 kilometer norr om delstatshuvudstaden Adelaide. Arean är 0,13 kvadratkilometer. Den sträcker sig 0,6 kilometer i nord-sydlig riktning, och 0,5 kilometer i öst-västlig riktning.
Omgivningarna runt Curlew Island är i huvudsak ett öppet busklandskap. Runt Curlew Island är det glesbefolkat, med 13 invånare per kvadratkilometer. Genomsnittlig årsnederbörd är 407 millimeter. Den regnigaste månaden är juni, med i genomsnitt 61 mm nederbörd, och den torraste är oktober, med 14 mm nederbörd.